# Pere Albert
Pere Albert fue un importante jurista y eclesiástico catalán muerto posiblemente en 1261. Canónigo de la catedral de Barcelona desde 1233 hasta el posible año de su muerte.
Estudió derecho romano en la Universidad de Bolonia y fue el primer jurista que intentó religarlo con los usos y costumbres catalanas. Con este objetivo escribió hacia 1250 el Tractatus de consuetudinibus Cathaloniae inter dominos et vasallos, pronto traducida y conocida en catalán como Commemoracions de Pere Albert. Su tarea ayudó a precisar la diversidad de estatus legales del campesinado catalán de ese tiempo. Algunos de sus puntos de vista marcaron la tradición jurídica a partir de él. Cabe destacar que su obra jurídica estableció el concepto de Catalunya Vella y Catalunya Nova en función de la condición social de los campesinos de remensa, asegurando que en la primera se tenía que pagar la redención mientras que en las nuevas tierras conquistadas esta carga era inexistente.
También le ha sido atribuida, sin certeza, la obra De Batalla, de 1251-1255, sobre el derecho al combate.
Asimismo se le considera el autor principal del Costum de Valencia, la primera ley que rigió el nuevo Reino de Valencia fundado por el rey de Aragón y conde de Barcelona Jaume I, que fue quien se lo encargó.